# جزیره‌های ساکیشیما
جزیره‌های ساکیشیما به مجموعه جزیره‌های جنوبی جزایر ریوکیو در اقیانوس آرام گفته می‌شود که شمارشان حدود بیست جزیرهٔ کوچک است.

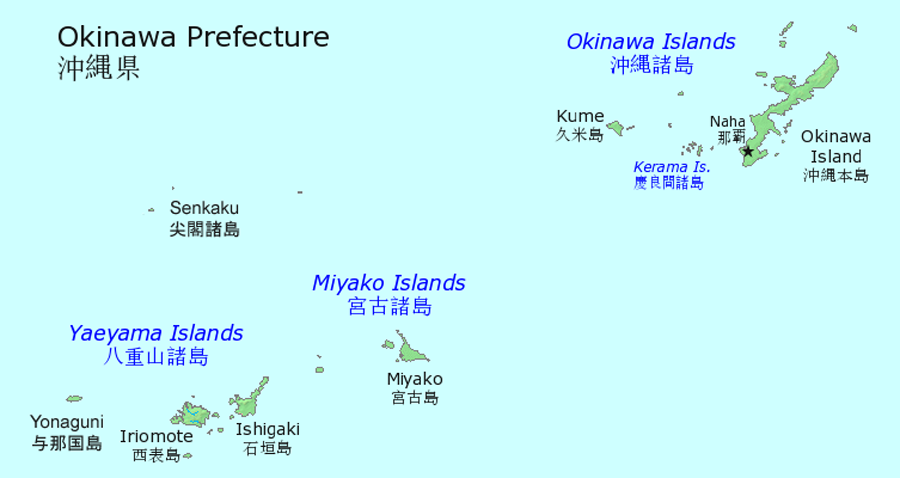

## نگارخانه

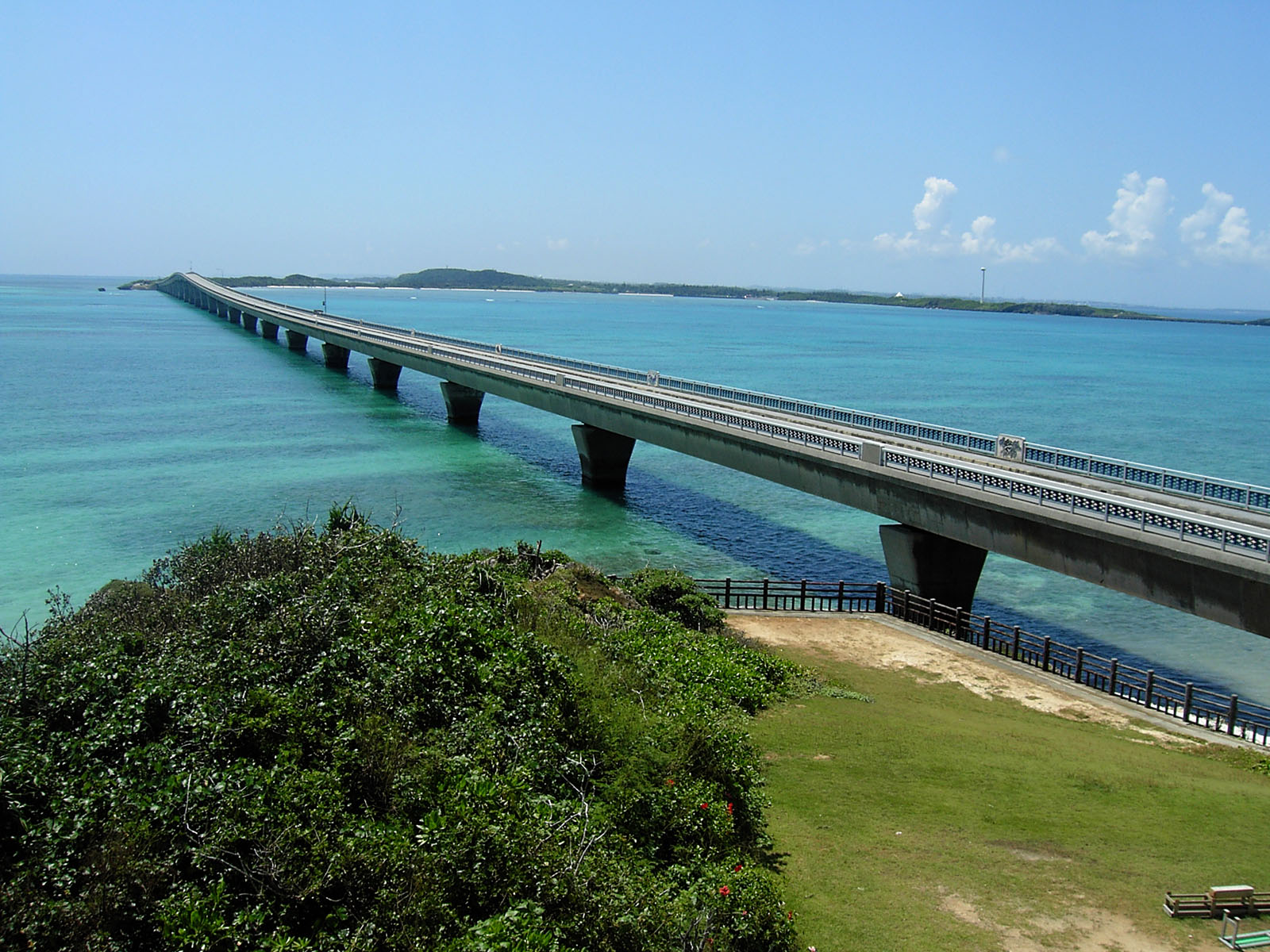
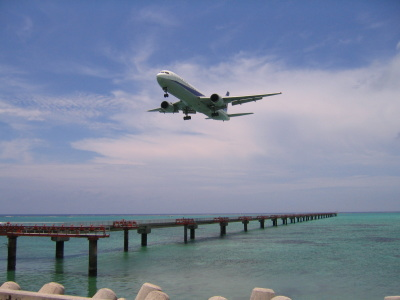
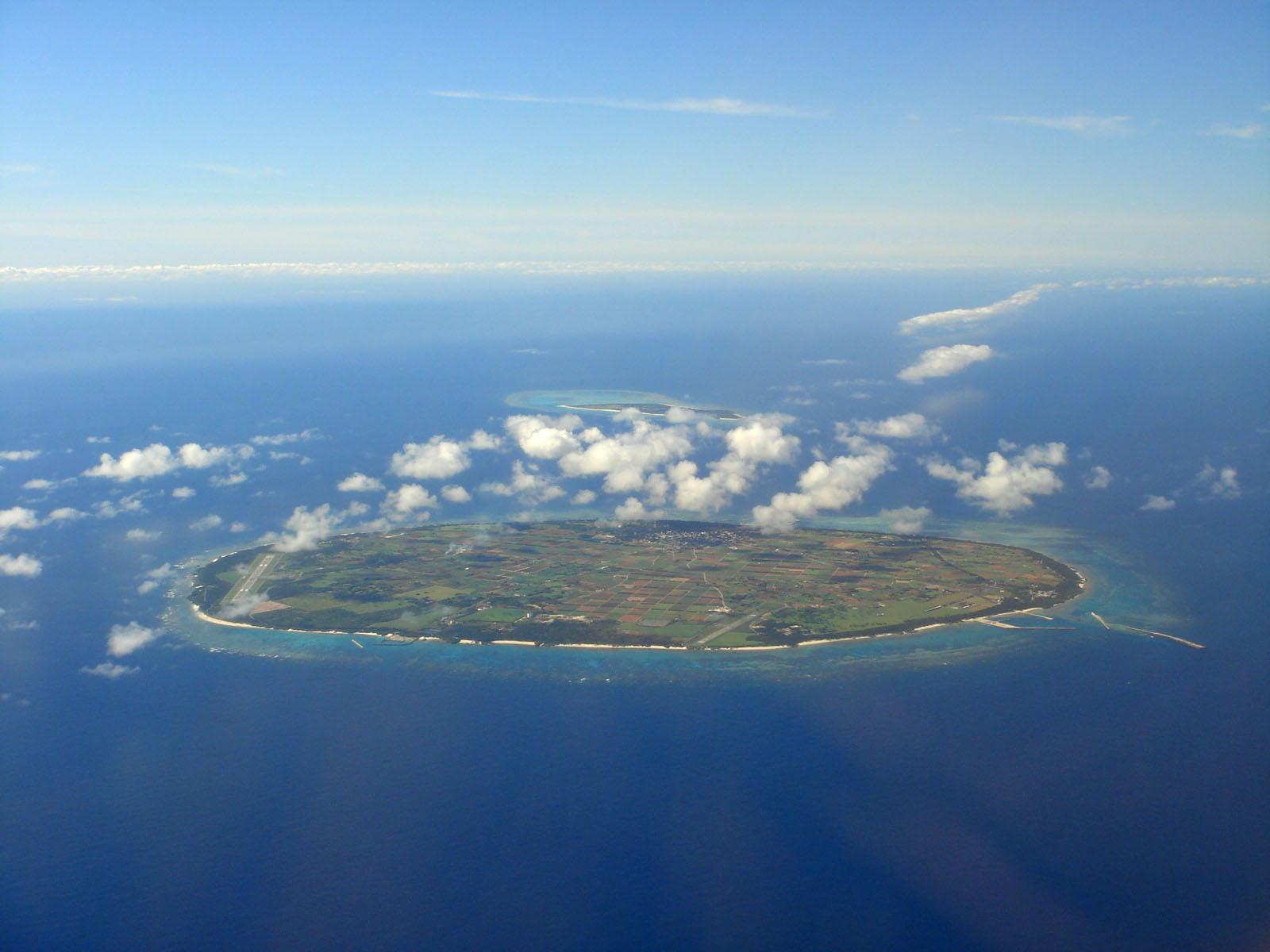
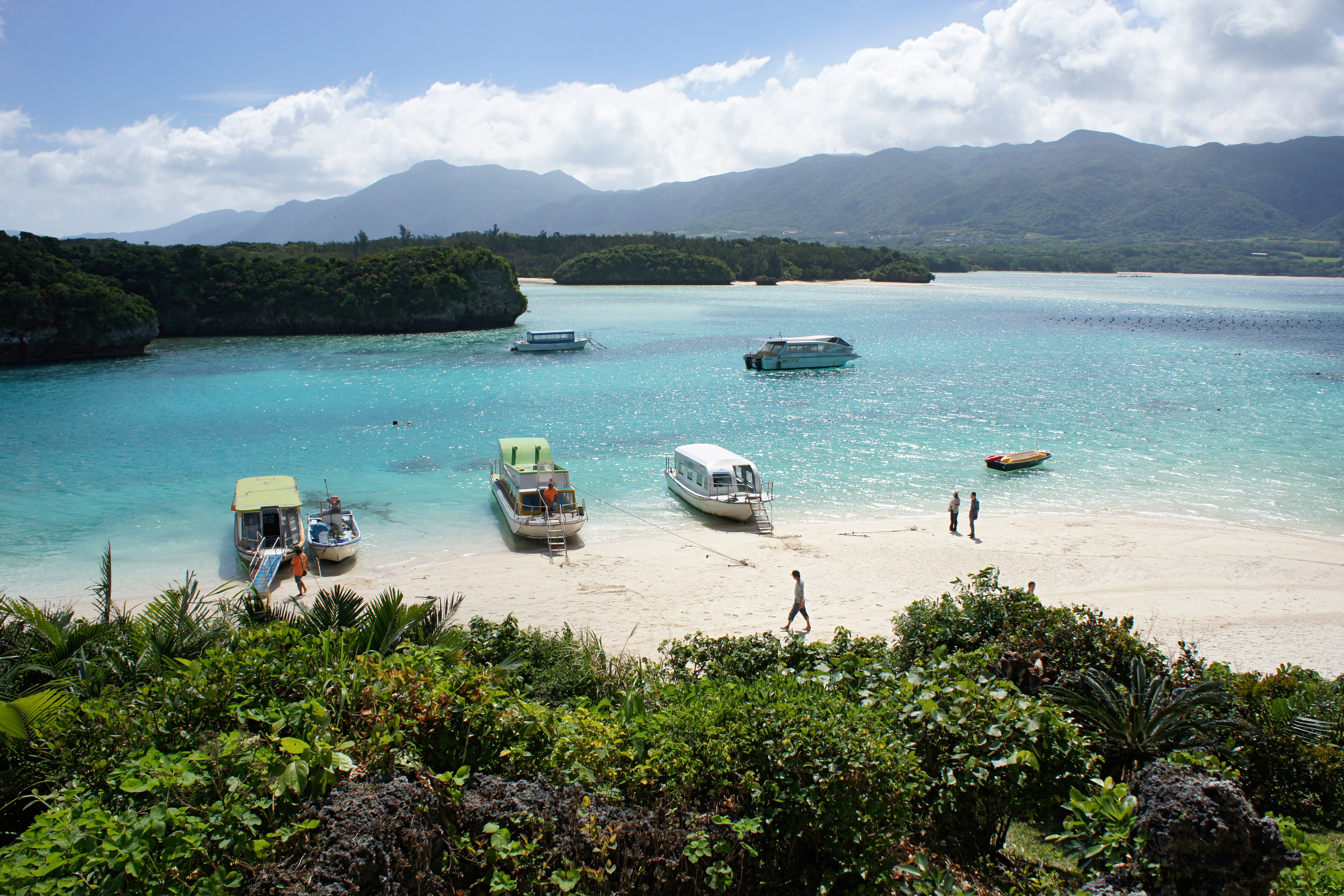
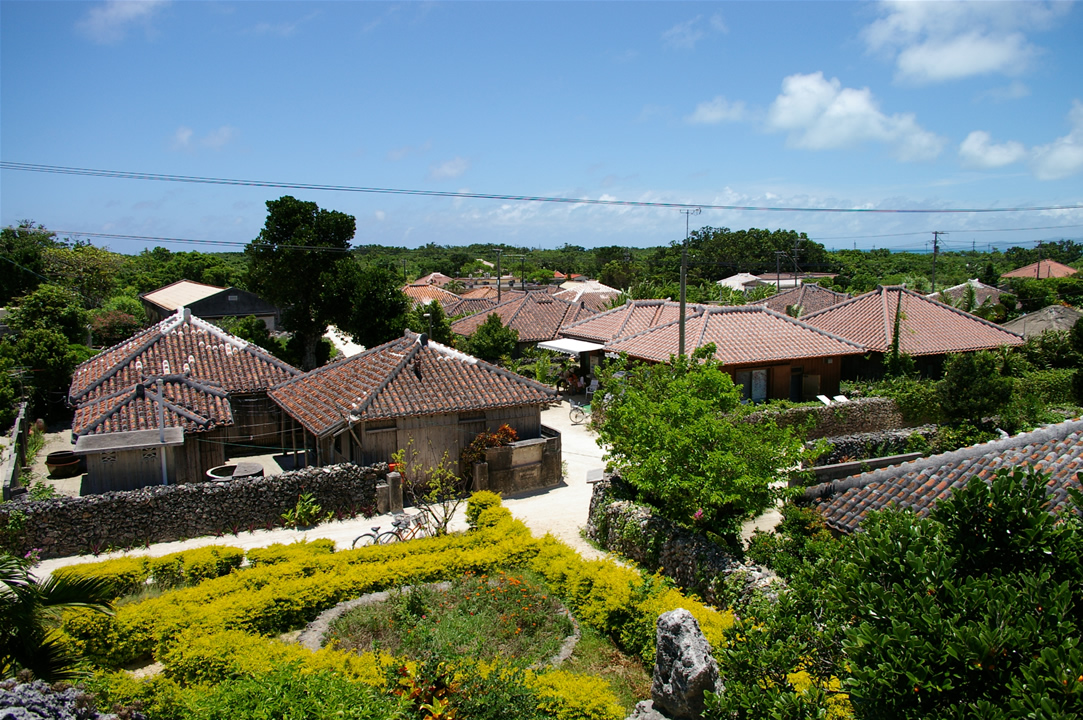
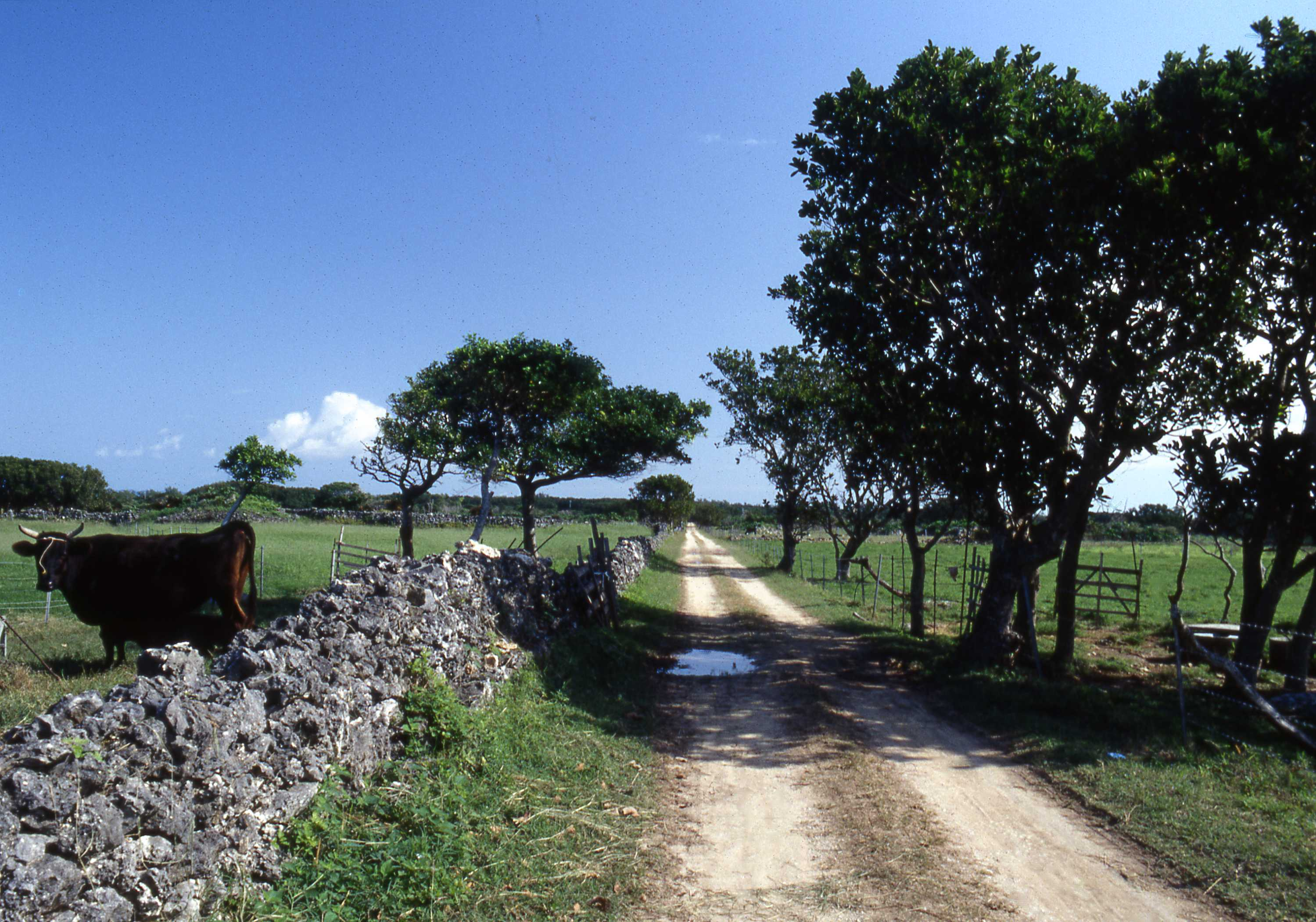
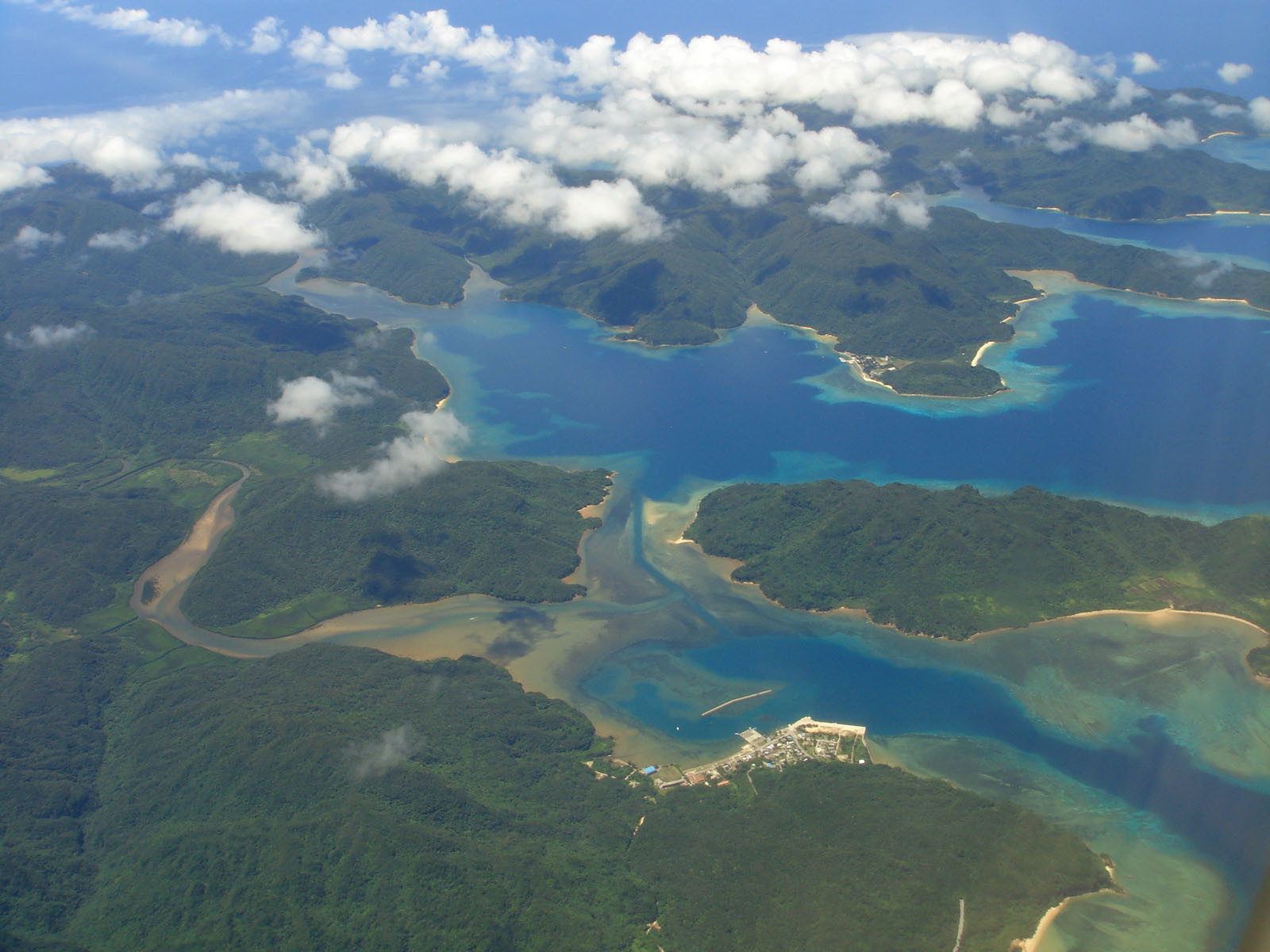
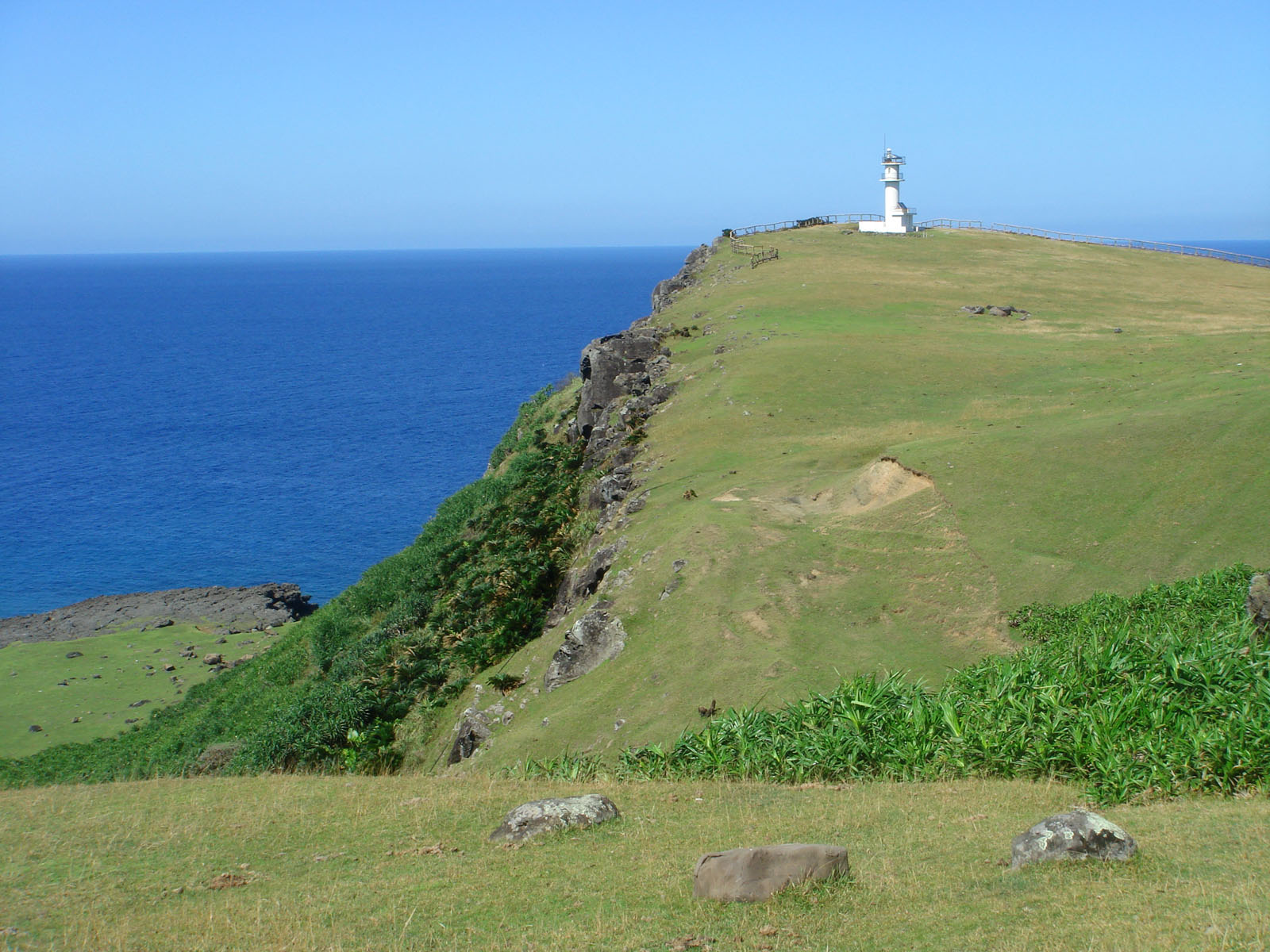